# 紅小兵
紅小兵（こうしょうへい）は、中国共産党の影響下で活動する児童組織およびその構成員の、文化大革命（文革）時期における呼称である。
1949年の中華人民共和国成立にともない中国少年先鋒隊が発足、7歳から14歳までの小学生・中学生が組織されていた。1966年5月に文革が開始されると、1967年12月少年先鋒隊は紅小兵に改称された。
国内各地で刊行されていた児童向け雑誌は文革始動とともに停刊を余儀なくされたが、1970年頃から各省の人民出版社などは相次いで『紅小兵』『紅小兵画報』といった雑誌を創刊した。1976年に文革が終結すると、紅小兵の名を冠した雑誌は停刊ないし改題していった。
1978年10月27日、中国共産主義青年団第10回全国代表大会第1回中央委員全体会議は、児童組織の名称を中国少年先鋒隊に復することを決定した。